# Xestia lygria
Xestia lygria är en fjärilsart som beskrevs av Chen 1993. Xestia lygria ingår i släktet Xestia och familjen nattflyn. Inga underarter finns listade i Catalogue of Life.